# Списак народних посланика КП Југославије
Списак народних посланика Народне скупштине Краљевине Срба, Хрвата и Словенаца изабраних на листи Комунистичке партије Југославије. 

## Изборни резултат
На изборима за Уставотворну скупштину, одржаним 28. новембра 1920. године Комунистичка партија Југославије (КПЈ) је добила 198.736 гласова или 12,4% и освојила 58 посланичких мандата. Била је тада трећа по снази политичка партија у парламенту, одмах иза Југословенске демократске странке и Народне радикалне странке. КПЈ је придавала велики значај овим изборима јер је Уставотворна скупштина требало да доносе Устав и на тај начин одлучи о облику државе и њеног уређења. Пошто се КПЈ залагала за Совјетску Републику Југославију развила је веома живе предизборне активности у циљу објашњавања својих погледа на будуће уређење државе истичући своје захтеве за побољшање социјалног положаја радничке класе и сиромашног сељаштва.
Листа „Политика” је 5. децембра 1920. године дао сатистички преглед остварених резултата према коме је КПЈ највећи број посланика освојила на територији некадашње Краљевине Србије где је освојила 32 посланика. Најбољи резултат је био остварен на територији Црне Горе, где је од укупно 10 мандата КПЈ освојила 4. 
| Регија    | број посланика | освојено | проценат | напомена                                              |
| --------- | -------------- | -------- | -------- | ----------------------------------------------------- |
| Војводина | 44             | 4        | 9%       | територија данашње Војводине                          |
| Босна     | 63             | 5        | 7,93%    | територија данашње Босне и Херцеговине                |
| Словенија | 40             | 5        | 12,5%    | територија данашње Словеније                          |
| Србија    | 157            | 32       | 20,3%    | територија данашње Македоније и Србије, без Војводине |
| Хрватска  | 93             | 6        | 6,4%     | територија данашње Хрватске без Далмације             |
| Црна Гора | 10             | 4        | 40%      | територија некадашње Краљевине Црне Горе              |
| укупно    | 407            | 56       | 13,7%    |                                                       |

## КПЈ у парламенту
Посланички клуб КПЈ је био формиран 29. новембра 1920. и кроз њега је до 3. августа 1921. године када је распуштен прошла 61 особа, јер су неки посланици подносили оставке. Након низа масовних радничких штрајкова, од којих је последњи био масовни штрајк босанскохерцеговачких рудара, који је у околини Тузле прерастао у отворени сукоб полиције и рудара, познат као „Хусинска буна”, Влада Краљевине СХС је 29. децембра 1920. године донела тзв „Обзнану” тј. одлуку о привременој забрани рада КПЈ до доношења Устава. Иницијатор овакве одлуке је био министар Милорад Драшковић и њоме је била забрањена свака врста комунистичке организације и пропаганде. Тиме је започео период тзв „белог терора“ у Југославији — хапшени су комунисти, затварани раднички домови, забрањивано излажење листова, заплењивана архива комунистичких и синдикалних организација и др. Поред свих полицијских мера, „Обзнана“ није имала ауторитет закона, па су по њој комунисти могли бити само хапшени и држани у притвору, али не и осуђивани.
Након неуспелог Видовданског атентата на регента Александра 28. јуна и успешног атентата на Милорада Драшковића 21. јула 1921. године, који су извршили Спасоје Стејић Баћо и Алија Алијагић, чланови КПЈ који су се одлучили на индивидуални терор, Народна скупштина Краљевине СХС је 1. августа 1921. донела „Закон о заштити јавне безбедности и поретка у држави“ којим је дефинитивно забрањен рад КПЈ. Након тога лишени су мандата сви народни посланици КПЈ и искључени из скупштине. Многи од њих, који су били чланови Извршног одбора КПЈ су били ухапшени и предати Суду, под изговором да су одговорни за извршене атентате и припрему „бољшевичке револуције“. Фебруара 1922. године на тзв „Видовданском процесу“ на по две године затвора било је осуђено десет оптужених посланика КПЈ, док су накнадно била осуђена још двојица посланика.

## Списак посланика
Неки од укупно 58 народних посланика КПЈ били су:
1. Драгутин Буквић
2. Едхем Булбуловић
3. Драгутин Владисављевић
4. Гојко Вуковић, лимарски радник из Мостара
5. Богољуб Глигоријевић
6. Никола Груловић, обућар из Руме
7. Коста Дајлевић, кројач из Куманова
8. Ђуро Ђаковић, бравар из Сарајева
9. Петар Ђорђевић, столарски радник из Скопља
10. Павле Жижић
11. Марцел Жорга, машинист
12. Ратко Жунић, учитељ из Битоља
13. Танасије Илић, судски писар из Охрида
14. Влајко Јеласка-Јоани, земљорадник из Сплита
15. Живко Јовановић, правник из Београда
16. Станимир Јосиповић, земљорадник из Белотића, код Шапца
17. Триша Кацлеровић
18. Ловро Клеменчич, изабран у кумановском округу
19. Никола Ковачевић
20. Валентин Коен
21. Миха Коен
22. Илија Красојевић, судија из Чачака
23. Јаков Ластрић, чиновник из Бања Луке
24. Милан Лемеж из Љубљане
25. Данко Мадунић, изабран у требињском округу
26. Драгомир Марјановић, штампарски радник из Београда
27. Влада Марковић, професор из Новог Сада
28. Сима Марковић, професор из Београда
29. Живота Милојковић, изабран у пиротском округу
30. Милан Милорадовић
31. Стојан Милошевић, каменорезац
32. Сима Миљуш, правник из Загреба
33. Владимир Мирић, радник из Београда
34. Валентин Млакар, машинист
35. Коста Новаковић, новинар
36. Павле Павловић, секретар ЦРСВЈ из Београда
37. Милорад Пантић, судија из Гњилана
38. Љуба Радовановић, професор из Београда
39. Ђуро Салај, кројачки радник из Славонског Брода
40. Лаза Стефановић
41. Војислав Стојановић, судија из Приштине
42. Драгослав Тасић, правник из Скопља (најмлађи посланик у Скупштини)
43. Крсто Тачић
44. Милош Требињац, професор
45. Митар Трифуновић Учо, чиновник из Тузле
46. Михаило Тодоровић, секретар Радничке коморе
47. Јован Томашевић, адвокатски приправник са Цетиња
48. Владимир Ћопић, новинар, изабран у модрушко-ријечкој жупанији
49. Филип Филиповић, новинар
50. Живојин Цветковић
51. Душан Цекић, трговац из Скопља
52. Иван Чоловић, штампарски радник из Београда